# بوردن سميث
بوردن سميث هو لاعب هوكي جليد كندي، ولد في 13 مايو 1943 في رووان نوراندا في كندا.

## وصلات خارجية
- بوردن سميث على موقع EliteProspects.com (الإنجليزية)
- بوردن سميث على موقع HockeyDB.com (الإنجليزية)